# نحن الخمسة
نحن الخمسة (بالفرنسية: Atout 5) سلسلة تليفزيونية استمرت لجزئين (92 حلقة).
بث هذا المسلسل في العالم العربي وعرض على تلفزيون ج (سابقا: قناة الجزيرة للأطفال) في 2011-2014.

## الشخصيات
- ندى (بالفرنسية: Cloé)
- سمير (بالفرنسية: Sam)
- منى (بالفرنسية: Miou)
- بدور (بالفرنسية: Shanoor)
- لؤي (بالفرنسية: Matteo)
- لبنى (بالفرنسية: Lucie)
- مراد (بالفرنسية: Marc)
- نابغ (بالفرنسية: Nikolaï)

## الأصوات العربية
- ناريمان نيازي (ندا)
- عادل عمر (سمير)
- مريم عبد العزيز (منى)
- يارا علاء (بذور)
- مصطفى البراء (لؤي)
- شادى خفاجة
- نازلي عثمان
- مروة فرج
- إيمان عياد
- نها وجدي
- عمرو مقبل
- ألحان غرام

## روابط خارجية
- نحن الخمسة على موقع IMDb (الإنجليزية)
- نحن الخمسة على موقع ميتاكريتيك (الإنجليزية)
- نحن الخمسة على موقع ألو سيني (الفرنسية)
- نحن الخمسة على موقع قاعدة بيانات الفيلم (الإنجليزية)
- نحن الخمسة على ألو سيني
- Fiche de la série sur Planète Jeunesse